# Kazakovita
La kazakovita és un mineral de la classe dels silicats, que pertany al grup de la lovozerita. Rep el nom en honor de Maria Efimovna Kazakova (1913 - 1982), químic analític de l'Institut de Mineralogia i Geoquímica dels elements rars, a Moscou. Kazakova va realitzar les anàlisis químiques de molts minerals russos nous.

## Característiques
La kazakovita és un silicat de fórmula química Na₆Mn2+Ti(Si₆O18). Cristal·litza en el sistema trigonal. La seva duresa a l'escala de Mohs és 4.
Segons la classificació de Nickel-Strunz, la kazakovita pertany a «09.CJ - Ciclosilicats amb enllaços senzills de 6 [Si₆O18]12- (sechser-Einfachringe), sense anions complexos aïllats» juntament amb els següents minerals: bazzita, beril, indialita, stoppaniïta, cordierita, sekaninaïta, combeïta, imandrita, koashvita, lovozerita, tisinalita, zirsinalita, litvinskita, kapustinita, baratovita, katayamalita, aleksandrovita, dioptasa, kostylevita, petarasita, gerenita-(Y), odintsovita, mathewrogersita i pezzottaïta.

## Formació i jaciments
Va ser descoberta al mont Karnasurt, situat al massís de Lovozero, a l'óblast de Múrmansk (Districte Federal del Nord-oest, Rússia). També ha estat descrita en altres dues muntanyes del mateix massís: els monts Kedykverpakhk i Al·luaiv, així com als monts Koaixva i Rasvumtxorr, al proper massís de Khibini.